# ساراتوغا (كاليفورنيا)
ساراتوغا (بالإنجليزية: Saratoga)‏ هي إحدى مدن مقاطعة سانتا كلارا، كاليفورنيا. تم إعطاءها لقب مدينة في 22 أكتوبر، 1956.

## أعلام
- بوب بيز
- لانس غيست
- أنجيلو كالويارو
- جيمس د. فيلان
- إد سولومون